# Cidade Jardim (Goiânia)
Cidade Jardim é um bairro da região central de Goiânia. Nele estão localizados o Hipódromo da Lagoinha, e o DETRAN-GO, divisão do Departamento Estadual de Trânsito do estado de Goiás, além do Shopping Cidade Jardim.
Segundo dados do Instituto Brasileiro de Geografia e Estatística (IBGE), divulgados pela prefeitura, no Censo 2010 a população do Cidade Jardim era de 13 319 pessoas.

## História
O Cidade Jardim foi aprovado nas primeiras décadas de existência de Goiânia, mas seu povoamento começou somente a partir da década de 60. A maior parte da população era do interior do estado, que traziam consigo seus costumes, que influenciaram a região por um tempo. Inicialmente, não tinha infraestrutura, mas ela foi chegando com os anos.
Entre as décadas de 80 e 90 o bairro desenvolveu-se com mais velocidade, e até um shopping foi implantado na região, além de vários outros bairros e conjuntos habitacionais. A Avenida Pio XII, localizada no Cidade Jardim se tornou uma das principais de Goiânia. Hoje, o bairro é ligação do centro de Goiânia com a região sudoeste.